# Khủng hoảng nợ công châu Âu
Khủng hoảng nợ công châu Âu là một cuộc khủng hoảng nợ công với điểm bùng nổ đầu tiên là Hy Lạp vào đầu năm 2010 khi chi phí cho các khoản nợ Chính phủ liên tục tăng lên; cụ thể là lợi suất trái phiếu Chính phủ kỳ hạn 2 năm của Hy Lạp liên tục tăng cao từ 3,47% vào tháng 1 năm 2010, lên 9,73% thời điểm tháng 7 năm 2010 và nhảy vọt lên 26,65%/năm vào tháng 7 năm 2011. Cuộc khủng hoảng sau đó đã lan sang Bồ Đào Nha, Tây Ban Nha và tiếp theo là Ý trong khu vực đồng euro. Pháp đang là quốc gia có nhiều nguy cơ tụt hạng tín dụng. Cộng hòa Sip cũng đã bị đẩy tới bờ vực để nhận gói cứu trợ.
Từ cuối năm 2009, lo ngại về cuộc khủng hoảng nợ quốc gia gia tăng giữa các nhà đầu tư liên quan đến một số nước châu Âu, mối lo sợ này tăng lên vào đầu năm 2010. Các quốc gia có vấn đề về nợ công trong khu vực châu Âu bao gồm các thành viên Hy Lạp, Ireland, Ý, Tây Ban Nha và Bồ Đào Nha, và cũng có một số khu vực châu Âu không thuộc Liên minh châu Âu. Iceland, đất nước trải qua cuộc khủng hoảng tài chính lớn nhất trong năm 2008 khi toàn bộ hệ thống ngân hàng quốc tế của nó sụp đổ, ít bị ảnh hưởng bởi cuộc khủng hoảng nợ công. Trong Liên minh châu Âu, đặc biệt là ở các nước nơi các khoản nợ công tăng mạnh do kế hoạch giải cứu ngân hàng, khủng hoảng niềm tin dấy lên với việc mở rộng lây lan lãi suất trái phiếu và bảo hiểm rủi ro giao dịch hoán đổi tín dụng mặc định giữa các nước này và các nước thành viên EU khác, quan trọng nhất là Đức. Ngày 2/5/2010, các nước thành viên khu vực đồng euro và Quỹ Tiền tệ Quốc tế đã thông qua khoản vay 110 tỷ euro cho Hy Lạp, với điều kiện nước này phải thực thi các biện pháp thắt lưng buộc bụng khắc nghiệt.
Ngày 9/05/2010, Bộ trưởng Bộ Tài chính châu Âu đã thông qua gói giải cứu trị giá 750 tỷ euro nhằm đảm bảo sự ổn định tài chính ở khu vực châu Âu, và lập ra Ủy ban Ổn định Tài chính châu Âu.
Tiếp theo đó là gói cứu trợ trị giá 85 tỷ euro cho Ireland vào tháng 11 năm 2010 và 78 tỷ euro cho Bồ Đào Nha vào tháng 5 năm 2011.
Cuộc khủng hoảng nợ công đã đe dọa sự tồn tại của đồng tiền euro, gây ảnh hưởng nền tài chính toàn cầu, khiến cho thủ tướng Hy Lạp và thủ tướng Ý phải từ chức.
Ngày 6/2/2012 Chính phủ Romania là chính phủ thứ 6 ở châu Âu sụp đổ do khủng hoảng nợ 